# Ben Barnicoat
Ben Barnicoat (Chesterfield, 20 dicembre 1996) è un pilota automobilistico britannico.

## Carriera
Nel 2010, Ben Barnicoat, ancora impegnato nel Kart viene inserito nel Young Driver Programme del team di Formula 1, McLaren.
Nel 2013 inizia la sua carriera agonistica partecipando alla Protyre Formula Renault dove ottiene la vittoria del campionato, l'anno seguente passa alla Formula Renault 2.0 NEC dove ottiene due vittorie e vince il suo secondo campionato in due anni. Nel 2015 ottiene il suo terzo titolo vincendo la il trofeo autunno della BRDC Formula 4. Pur avendo ottenuti buoni risultati a fine del anno viene escluso dal programma della McLaren.
Nel 2016 si unisce al team Hitech Grand Prix per correre nella Formula 3 europea. Nella serie ottiene due vittorie, la prima al Hungaroring davanti a Joel Eriksson e la seconda sul Circuito di Pau-Ville davanti a Nick Cassidy. Nel resto della stagione ottiene un altro podio arrivando terzo a Spa-Francorchamps dietro Lance Stroll e Maximilian Günther.
Nel 2017 ritorna nel orbita della McLaren diventandone pilota ufficiale in GT. Con la vettura britannica prende parte alla Blancpain GT Series e al Intercontinental GT Challenge.
Nel 2019 viene ingaggiato dal team Thunderhead Carlin Racing per competere nella European Le Mans Series e nella Asian Le Mans Series (classe LMP2) con Olivier Pla e Harry Tincknell. Nella serie asiatica ottiene il secondo posto in classifica. L'anno seguente torna a competere in monoposto, correndo sempre per la Carlin partecipa alle quattro corse di Silverstone della Formula 3 e al round del Mugello della Euroformula Open dove ottiene la vittoria in gara due.
Nel 2021 viene ingaggiato dal team Jota Sport per partecipare alla GT World Challenge Europe, inoltre con il team Inception Racing esordisce alla 24 Ore di Le Mans. Un anno Barnicoat lascia definitivamente la McLaren, in britannico porta in pista la Lexus RC F GT3  nel Campionato IMSA WeatherTech SportsCar nella classe GTD Pro, nella serie ottiene tre vittorie e chiude secondo in classifica con il team VasserSullivan. Nello stesso anno prende parte a tempo pieno al Mondiale endurance, guidando la Porsche 911 RSR-19 ottiene due podi.
Nel 2023 Barnicoat viene confermato dal team VasserSullivan nell'IMSA WeatherTech SportsCar e con il team AF Corse ritorna nella European Le Mans Series, questa volta compete nella classe LMP2 Pro-Am. Per la stagione 2025 viene scelto dalla Lexus per il Mondiale endurance nella classe GT3.

## Risultati

### European Le Mans Series
| Anno    | Squadra                   | Classe      | Vettura      | LEC | MNZ | CAT | SIL | SPA | ALG | Punti | Pos. |
| ------- | ------------------------- | ----------- | ------------ | --- | --- | --- | --- | --- | --- | ----- | ---- |
| 2019    | Thunderhead Carlin Racing | LMP2        | Dallara P217 | 11  | 11  | 9   | Rit |     | Rit | 3     | 25°  |
| Anno    | Squadra                   | Classe      | Vettura      | BAR | LEC | ARA | SPA | POR | ALG | Punti | Pos. |
| 2023    | AF Corse                  | LMP2 Pro/Am | Oreca 07     | 2   | 3   |     |     | 3   | 1   | 73    | 5°   |
| Legenda |                           |             |              |     |     |     |     |     |     |       |      |

* Stagione in corso

### Formula 3
(legenda) (Le gare in grassetto indicano la pole position) (Le gare in corsivo indicano Gpv)
| Anno | Team               | 1    | 2    | 3    | 4    | 5   | 6   | 7    | 8    | 9    | 10   | 11  | 12  | 13  | 14  | 15  | 16  | 17  | 18  | Punti | Pos |
| ---- | ------------------ | ---- | ---- | ---- | ---- | --- | --- | ---- | ---- | ---- | ---- | --- | --- | --- | --- | --- | --- | --- | --- | ----- | --- |
| 2020 | Carlin Buzz Racing | RBR1 | RBR1 | RBR2 | RBR2 | HUN | HUN | SIL1 | SIL1 | SIL2 | SIL2 | CAT | CAT | SPA | SPA | MNZ | MNZ | MUG | MUG | 1     | 22° |
| 2020 | Carlin Buzz Racing |      |      |      |      |     |     | 20   | 12   | 10   | Rit  |     |     |     |     |     |     |     |     | 1     | 22° |

### 24 Ore di Le Mans
| Anno | Team             | Co-Pilota                        | Auto                | Classe | Giri | Pos. | Class Pos. |
| ---- | ---------------- | -------------------------------- | ------------------- | ------ | ---- | ---- | ---------- |
| 2021 | Inception Racing | Brendan Iribe Ollie Millroy      | Ferrari 488 GTE Evo | GTE Am | 327  | 41°  | 12°        |
| 2022 | Team Project 1   | Brendan Iribe Ollie Millroy      | Porsche 911 RSR-19  | GTE Am | 241  | DNF  | DNF        |
| 2023 | AF Corse         | Norman Nato François Perrodo     | Oreca 07-Gibson     | LMP2   | 183  | DNF  | DNF        |
| 2024 | AF Corse         | Nicolás Varrone François Perrodo | Oreca 07-Gibson     | LMP2   | 297  | 18º  | 1º         |

### IMSA WeatherTech SportsCar
| Anno    | Team                   | Classe  | Vettura          | 1     | 2     | 3     | 4     | 5     | 6     | 7     | 8     | 9     | 10    | 11    | 12     | Punti | Pos. |
| ------- | ---------------------- | ------- | ---------------- | ----- | ----- | ----- | ----- | ----- | ----- | ----- | ----- | ----- | ----- | ----- | ------ | ----- | ---- |
| 2021    | Inception Racing       | GTD     | McLaren 720S GT3 | DAY   | SEB   | MDO   | DET   | WGL   | WGL   | LIM   | ELK   | LGA   | LBH   | VIR   | PET 12 | 209   | 63°  |
| 2022    | VasserSullivan         | GTD Pro | Lexus RC F GT3   | DAY 4 | SEB 7 | LBH 2 | LGA 2 |       |       | WGL 4 | MOS 6 | LIM 3 | ELK 1 | VIR 3 | PET 1  | 3277  | 2°   |
| 2022    | VasserSullivan         | GTD     | Lexus RC F GT3   |       |       |       |       | MDO   | DET 1 |       |       |       |       |       |        | 385   | 45   |
| 2023    | Vasser Sullivan Racing | GTD Pro | Lexus RC F GT3   | DAY 3 | SEB 2 | LBH 1 | LGA 2 | WGL 1 | MOS 4 | LIM   | ELK   | VIR   | IMS   | PET   |        | 2110* |      |
| Legenda |                        |         |                  |       |       |       |       |       |       |       |       |       |       |       |        |       |      |

* Stagione in corso

### Mondiale Endurance
| Anno    | Squadra          | Classe   | Vettura            | SEB | SPA | LMS | MON | FUJ | BHR |     |     | Punti | Pos. |
| ------- | ---------------- | -------- | ------------------ | --- | --- | --- | --- | --- | --- | --- | --- | ----- | ---- |
| 2022    | Team Project 1   | LMGTE Am | Porsche 911 RSR-19 | 3   | Rit | Rit | 10  | 8   | 2   |     |     | 55    | 9°   |
| Anno    | Squadra          | Classe   | Vettura            | QAT | IMO | SPA | LMS | SÃO | COA | FUJ | BHR | Punti | Pos. |
| 2025    | Akkodis ASP Team | LMGT3    | Lexus RC F GT3     | 4   |     |     |     |     |     |     |     | 18*   |      |
| Legenda |                  |          |                    |     |     |     |     |     |     |     |     |       |      |

### Risultati in Super Formula
(legenda) (Le gare in grassetto indicano la pole position) (Le gare in corsivo indicano Gpv)
| Anno | Team                   | Vettura             | 1   | 2   | 3   | 4   | 5   | 6   | 7   | 8   | 9   | Punti | Pos. |
| ---- | ---------------------- | ------------------- | --- | --- | --- | --- | --- | --- | --- | --- | --- | ----- | ---- |
| 2024 | Itochu Enex Team Impul | Dallara SF23-Toyota | SUZ | AUT | SUG | FUJ | MOT | FUJ | FUJ | SUZ | SUZ | 0*    |      |
| 2024 | Itochu Enex Team Impul | Dallara SF23-Toyota | 13  |     |     |     |     |     |     |     |     | 0*    |      |

* stagione in corso.